# Круммин
Круммин (нем. Krummin) — община в Германии, в земле Мекленбург-Передняя Померания.

## Административное деление
Круммин входит в состав района Восточная Передняя Померания. До 1 января 2005 года община входила в состав управления «Вольгаст-Ланд» (нем. Amt Wolgast-Land), но настоящее время подчинена управлению «Ам Пенестром» (нем. Amt Am Peenestrom), со штаб-квартирой в Вольгасте.
Идентификационный код субъекта самоуправления — 13 0 59 047.
Площадь занимаемая административным образованием Круммин, составляет 10,70 км².
В настоящее время община подразделяется на два сельских округа.
- Круммин (нем. Krummin)
- Нееберг (нем. Neeberg)

## Население
По состоянию на 30 июня 2007 года население общины составило 251 человек.
Средняя Плотность населения таким образом равна: 23 человека на км².

## Достопримечательности
- Церковь в готическом стиле построенная в XIII веке
- Естественная гавань
- Липовая аллея